# Incêndio em edifício no Kuwait em 2024
Incêndio em edifício no Kuwait em 2024 é um incidente que aconteceu na noite de quarta-feira do dia 12 de junho ao menos 49 pessoas morreram, em uma área onde vivem muitos trabalhadores estrangeiros, segundo um balanço atualizado divulgado pelo Ministério do Interior.
O incêndio aconteceu nos andares inferiores de um edifício habitado por trabalhadores asiáticos, informaram testemunhas, e se propagou rapidamente aos andares superiores.
O edifício tinha seis andares e abrigava 196 trabalhadores, informou um funcionário da empresa que contratou o grupo.
As vítimas morreram asfixiadas pela fumaça. As causas do incêndio ainda não foram determinadas, afirmou o serviço de Proteção Civil.
O proprietário do edifício foi detido como parte de uma investigação por possível negligência, afirmou o ministro do Interior, xeque Fahd al Yusef, ao visitar o local.
O ministro afirmou à imprensa que pretende solicitar às autoridades locais que ordenem a evacuação de todos os edifícios nos subúrbios que não respeitam as normas de segurança.